# Harasiuki (gemeente)
De gemeente Harasiuki is een landgemeente in het Poolse woiwodschap Subkarpaten, in powiat Niżański.
De zetel van de gemeente is in Harasiuki.
Op 30 juni 2005, telde de gemeente 6445 inwoners.

## Oppervlakte gegevens
In 2002 bedroeg de totale oppervlakte van gemeente Harasiuki 168,29 km², waarvan:
- agrarisch gebied: 42%
- bossen: 50%

De gemeente beslaat 21,42% van de totale oppervlakte van de powiat.

## Demografie
Stand op 30 juni 2004:
| Omschrijving                   | Totaal | Totaal | Vrouwen | Vrouwen | Mannen | Mannen |
| ------------------------------ | ------ | ------ | ------- | ------- | ------ | ------ |
| eenheid                        | aantal | %      | aantal  | %       | aantal | %      |
| inwoners                       | 6382   | 100    | 3201    | 50,2    | 3181   | 49,8   |
| bevolkingsdichtheid (inw./km²) | 37,9   | 37,9   | 19      | 19      | 18,9   | 18,9   |

In 2002 bedroeg het gemiddelde inkomen per inwoner 1230,54 zł.

## Administratieve plaatsen (sołectwo)
Banachy, Derylaki, Gózd, Harasiuki, Hucisko, Huta Krzeszowska, Huta Podgórna, Stara Huta, Krzeszów Górny, Kusze, Łazory, Maziarnia, Nowa Huta, Nowa Wieś, Półsieraków, Rogóźnia, Ryczki, Sieraków, Szeliga, Wólka, Nowy Żuk, Stary Żuk.

## Aangrenzende gemeenten
Biłgoraj, Biszcza, Janów Lubelski, Jarocin, Krzeszów, Potok Górny, Ulanów